# Chivres-Val

Chivres-Val este o comună în departamentul Aisne din nordul Franței. În 1 ianuarie 2022 avea o populație de 532 de locuitori.